# Empires and Dance
Empires and Dance è il terzo album discografico del gruppo musicale britannico Simple Minds. È stato pubblicato nel 1980.

## Tracce
Testi di Kerr, musiche dei Simple Minds.
1. I Travel - 3:46
2. Today I Died Again - 4:39
3. Celebrate - 5:03
4. This Fear of Gods - 7:00
5. Capital City - 6:14
6. Constantinople Line - 4:44
7. Twist/Run/Repulsion - 4:38
8. Thirty Frames a Second - 5:14
9. Kant-Kino - 1:50 strumentale
10. Room - 2:30

Nel brano 2 Jim canta la frase Is this the age of Empires and dance, che dà il titolo all'album.

## Formazione
- Jim Kerr - voce
- Charlie Burchill - chitarra, sassofono
- Derek Forbes - basso
- Brian McGee - batteria, percussioni
- Michael MacNeil - tastiere